# Centro Brasileiro de Pesquisas Físicas

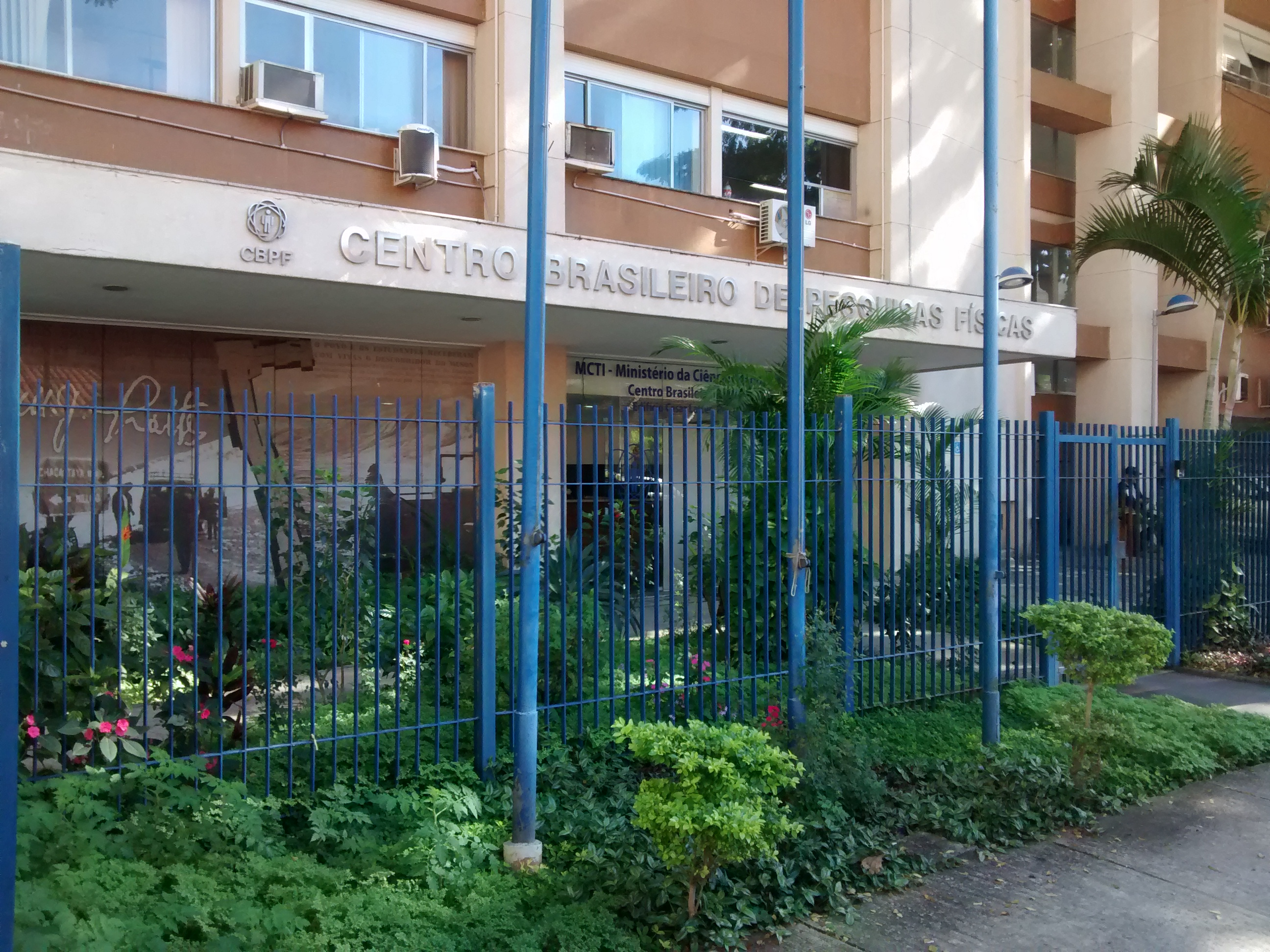
Centro Brasileiro de Pesquisas Físicas

Das Brasilianische Zentrum für physikalische Forschungen (Centro Brasileiro de Pesquisas Físicas, CBPF) ist ein physikalisches Forschungszentrum, das vom Brasilianischen Ministerium für Wissenschaft und Technik (Ministério da Ciência e Tecnologia) unterhalten wird.
Das CBPF befindet sich im Stadtteil Urca in Rio de Janeiro, nahe dem Zuckerhut. Es wurde am 15. Januar 1949 von César Lattes, José Leite Lopes und Jayme Tiomno gegründet. Seither hat es sich zu einer international angesehenen Forschungseinrichtung entwickelt, die zahlreiche Kongresse organisiert und renommierte Physiker wie etwa Richard Feynman, Hans Bethe oder Robert Oppenheimer als Gastwissenschaftler gewinnen konnte. Das CBPF gehörte von Anfang an zu den wichtigsten physikalischen Instituten in Südamerika, und die Graduiertenkurse gehören zu den angesehensten in Brasilien.

## Geschichtliches
In der Gründungszeit war das CBPF in der Rua Álvaro Alvim im Zentrum von Rio de Janeiro untergebracht; zwei Jahre später wurden die Gebäude in Urca bezogen, wo sich das Institut bis heute befindet. Es wurde als nicht-kommerzielle, private Organisation gegründet mit dem Ziel, sich aus privaten Spenden sowie aus Zuwendungen des brasilianischen Kongresses zu finanzieren. Im Jahre 1958 wurde das CBPF großzügig von der Ford Foundation unterstützt, um die von einem Feuer zerstörte Bibliothek wiederaufbauen zu können. 1976 wurde das Institut Bestandteil des Nationalen Rats für wissenschaftliche und technische Weiterentwicklung (CNPq), der es bis heute finanziert.